# Јори Лехтере
Јори Лехтере (фин. Jori Lehterä; 23. децембар 1987, Хелсинки, Финска) професионални је фински хокејаш на леду који игра на позицији централног нападача.
Од сезоне 2014/15. наступа за екипу Сент Луис Блуз у Националној хокејашкој лиги (НХЛ).
Са сениорском репрезентацијом Финске освојио је сребрну медаљу на Светском првенству 2014. у Минску и бронзу на Зимским олимпијским играма 2014. у Сочију.

## Каријера
Лехтере је играчку каријеру започео у јуниорској екипи хокејашког клуба Јокерит из Хелсинкија током сезоне 2002/03. (у рангу дечака до 16 година), док је први професионални уговор са сениорским тимом Јокерита потписао у сезони 2006/07. Током те сезоне одиграо је укупно 28 утакмица у финској елитној СМ-лиги, уз статистику од 12 поена (по 6 голова и асистенција). Након само једне одигране сезоне у првом тиму Јокерита и освојене сребрне медаље, у априлу 2007. потписује трогодишњи уговор са екипом Тапара из Тампереа.
Након прве, статистички гледано одличне сезоне у редовима екипе из Тампереа, Лехтере одлази на драфт НХЛ лиге где га је у лето 2008. као 65. пика одабрала екипа Сент Луис Блуза.
У марту 2009. одлази у Северну Америку и потписује уговор са екипом Пиорија Ривермена из Америчке хокејашке лиге, иначе филијалом екипе Блуза, у чијим редовима је окончао сезону 2008/09. Како није успео да се наметне тренеру екипе из Сент Луиса за наредну сезону, враћа се у свој стари клуб из Тампереа где је одиграо одличну сезону 2009/10, током које је на 57 одиграних утакмица у лигашком делу остварио учинак од чак 69 поена (19 погодака и невероватних 50 асистенција, уз још 1 гол и 9 асистенција у плеј-офу), што му је донело признање за најкориснијег играча целе сезоне у лиги.
У мају 2010. прелази у редове КХЛ лигаша Локомотиве из Јарославља, а од сезоне 2011/12. постаје чланом екипе Сибира из Новосибирска.
У јулу 2014. потписао је двогодишњи уговор са екипом Сент Луиз Блуза.

### Репрезентативна каријера
Дебитантски наступ за националну селекцију на међународним такмичењима Лехтера је требало да има на светском првенству за играче до 20 година 2006, али је због повреде пропустио то такмичење.
На светским првенствима дебитовао је на СП 2010. за сениоре, где је у игру улазио на 5 утакмица, али без икаквог статистичког учинка. Значајнији учинак у репрезентацију остварио је на олимпијском турниру у Сочију 2014. где је селекција Финске освојила бронзану медаљу, а Лехтере у 6 одиграних утакмица постигао 1 погодак и 3 асистенције. Неколико месеци после олимпијског турнира, Лехтере је са репрезентацијом освојио сребрну медаљу на светском првенству играном у Минску. На том турниру одиграо је свих 10 утакмица и остварио учинак од 3 гола и 9 асистенција.